# Alf Palmer
Alf Palmer (1891 – 1981) o Jinbilnggay en la seva llengua nativa, va anar l'últim parlant d'una llengua aborigen d'Austràlia anomenada warrungu. Va viure a Townsville, Queensland, Austràlia.
Va treballar juntament amb els lingüistes Tasaku Tsunoda del Japó i Peter Sutton de Sydney, Austràlia, per preservar el seu idioma. Estava molt entusiasmat amb conservar la seva llengua i li repetia constantment a Tsunoda "Sóc l'últim que parla warrungu; quan mori, aquesta llengua morirà. Li ensenyaré tot el que sé, així que prengui'n bona nota".